# Entreprise à mission
 (avril 2023).
La mise en forme du texte ne suit pas les recommandations de Wikipédia : il faut le « wikifier ».
Les points d'amélioration suivants sont les cas les plus fréquents :
- Les titres sont pré-formatés par le logiciel. Ils ne sont ni en capitales, ni en gras.
- Le texte ne doit pas être écrit en capitales (les noms de famille non plus), ni en gras, ni en italique, ni en « petit »…
- Le gras n'est utilisé que pour surligner le titre de l'article dans l'introduction, une seule fois.
- L'italique est rarement utilisé : mots en langue étrangère, titres d'œuvres, noms de bateaux, etc.
- Les citations ne sont pas en italique mais en corps de texte normal. Elles sont entourées par des guillemets français : « et ».
- Les listes à puces sont à éviter, des paragraphes rédigés étant largement préférés. Les tableaux sont à réserver à la présentation de données structurées (résultats, etc.).
- Les appels de note de bas de page (petits chiffres en exposant, introduits par l'outil «  Source ») sont à placer entre la fin de phrase et le point final[comme ça].
- Les liens internes (vers d'autres articles de Wikipédia) sont à choisir avec parcimonie. Créez des liens vers des articles approfondissant le sujet. Les termes génériques sans rapport avec le sujet sont à éviter, ainsi que les répétitions de liens vers un même terme.
- Les liens externes sont à placer uniquement dans une section « Liens externes », à la fin de l'article. Ces liens sont à choisir avec parcimonie suivant les règles définies. Si un lien sert de source à l'article, son insertion dans le texte est à faire par les notes de bas de page.
- La présentation des références doit suivre les conventions bibliographiques. Il est recommandé d'utiliser les modèles {{Ouvrage}}, {{Chapitre}}, {{Article}}, {{Lien web}} et/ou {{Bibliographie}}. Le mode d'édition visuel peut mettre en forme automatiquement les références.
- Insérer une infobox (cadre d'informations à droite) n'est pas obligatoire pour parachever la mise en page.

Pour une aide détaillée, merci de consulter Aide:Wikification.
Si vous pensez que ces points ont été résolus, vous pouvez retirer ce bandeau et améliorer la mise en forme d'un autre article.
Le terme « entreprise à mission » (ou société à mission) désigne en France les formes d'entreprise qui se donnent statutairement une finalité d'ordre social ou environnemental en plus du but lucratif.
Le terme a d'abord été introduit en 2014 par une équipe de Mines Paris - PSL, pour traduire en France une pratique existant aux États-Unis depuis 2010. Une qualité juridique équivalente a été introduite dans le droit des sociétés français par la loi Pacte de 2019.

## Présentation générale
Le terme « entreprise à mission » a  d'abord renvoyé à l'ensemble assez large des nouvelles formes de sociétés commerciales adoptées dans plusieurs pays, telles que les Benefit Corporations aux États-Unis ou les Società Benefit en Italie. Ces formes d'entreprises partagent la caractéristique commune de vouloir embrasser, au-delà de la nécessité d'être rentable économiquement, des objectifs sociaux ou environnementaux.
Le concept d'entreprise à mission a été ensuite mis en avant en France à partir de 2014 par les chercheurs de la chaire théorie de l'entreprise de l'École des mines tels Kevin Levillain, Blanche Segrestin et Armand Hatchuel et du département EHS au Collège des Bernardins,,.
En France toujours, son contour juridique précis a été défini par la Loi Pacte de 2019 qui précise à quelles règles une entreprise doit répondre et à quelles formes de contrôle elle doit se soumettre pour pouvoir se qualifier d’entreprise à mission. Début 2023, plus de 1 000 entreprises ont adopté cette qualité et 660 000 salariés travaillent sous cette bannière,. Quatorze grands groupes sont concernés.

### Un concept présent dans plusieurs pays, et une forme juridique française
Malgré les différences entre ces statuts d'un État à l'autre, le terme d'entreprise à mission recouvre le fait que ces formes disposent des traits communs:
1. La définition et l'inscription à valeur juridique d'une finalité de l'entreprise appelée « mission » dans les statuts,
2. Une forme d'engagement : les statuts engagent formellement les actionnaires et s'accompagnent de conditions à remplir pour supprimer ou modifier la mission (en général obtenir 2⁄3 de chaque classe d'actions),
3. Des mécanismes de contrôle associés à la mission, par la mise en place d'un dispositif de communication de données, de droits des actionnaires et des parties tierces (ou parties prenantes), ainsi que des mécanismes de gouvernance adaptés qui accompagnent ce dispositif juridique et en assurent le contrôle.

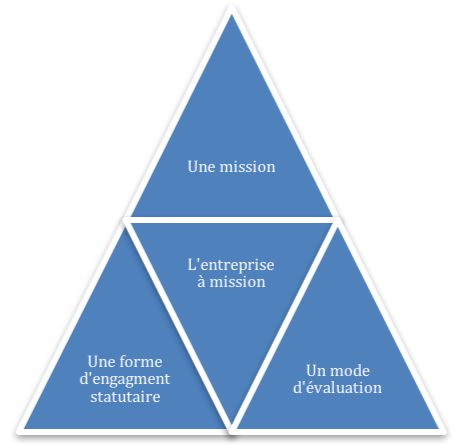
Les trois caractéristiques d'une entreprise à mission

Il convient de distinguer la qualité juridique de société à mission (telle que définie spécifiquement en France et comprenant un volet juridique) des différentes formes de labels, présents internationalement, tels que le label « certification B Corp » ou « B Corp». Ce label est délivré par l'organisme à but non lucratif B Lab (en) à l'issue d'un processus de certification reposant sur des critères extra-financiers. Il est ainsi indépendant du cadre juridique et peut être demandé par des entreprises du monde entier. Ainsi une entreprise comme Nature & Découvertes est à la fois une entreprise à mission et certifiées B-Corp.
De nombreux pays ont engagé des réflexions concernant l'introduction d'un statut similaire à celui d'entreprise à mission (tel que défini en France) dans leur droit des sociétés (Royaume-Uni – étude sur les Mission-Led Businesses, Brésil, Australie, etc.),.

## Histoire dans le contexte international

### La création de nouveaux statuts de société aux États-Unis
En 2010, de premières formes de sociétés à mission naissent en droit aux États-Unis. Elles exigent l'introduction d'une finalité (purpose) dans les statuts des sociétés qui va au-delà de la prescription standard en droit américain des sociétés (en) qui stipulait qu'une société pouvait être constituée  « pour mener ou promouvoir quelque affaire commerciale licite » (« to conduct or promote any lawful business »). Depuis, plus de 30 états aux États-Unis (dont le Maryland, la Californie, Hawaï, le New Jersey, le Vermont, la Virginie ou encore New-York par exemple) ont adopté de nouveaux statuts,,,,,,.
Ces nouvelles dispositions juridiques ont pour intention de répondre aux préoccupations émises par des entrepreneurs et chefs d'entreprises concernés par les enjeux sociaux et environnementaux. Selon les juristes à l'origine de ces formes juridiques, il est risqué pour des dirigeants d'entreprise américains de protéger leurs initiatives sociales et responsables contre l'exigence de rentabilité des actionnaires,. Cela les place en effet sous la menace de poursuites judiciaires pour manquement à leurs obligations envers les actionnaires (« breach of fiduciary duties »).
D'autre part, dans le cadre de la libéralisation et du modèle dominant de « corporate governance », l'activisme actionnarial peut pousser les dirigeants à remettre en cause ces initiatives, même lorsque celles-ci visaient le long terme, particulièrement dans les situations de tension économique.
La volonté d'introduire une latitude supplémentaire au dirigeant quant à la possibilité de conduire un projet visant une finalité autre que la maximisation de la valeur actionnariale (quand elle est basée sur les bénéfices immédiats et de court terme), a fait l'objet de plusieurs tentatives de la part du législateur américain (voir par exemple les Constituency Statutes, qui stipulent expressément que les administrateurs sont habilités à équilibrer les intérêts entre toutes les parties prenantes de la manière dont leur conscience, ou que les décisions de bonne foi dicteraient). Mais, certains États refusent ces dispositifs, au motif qu'ils introduisent de l'incertitude juridique (cf. veto en 2008 du gouverneur de Californie Arnold Schwarzenegger).

### Trois formes statutaires de société à mission aux États-Unis
Trois formes d'entreprise à mission ont été introduites aux États-Unis : 
1. la Benefit Corporation, aujourd'hui adoptée dans plus de 30 états et qui compte plus de 2000 sociétés créées aux États-Unis (en incluant celles déjà dissoutes) ;
2. la Social Purpose Corporation (à l'origine Flexible Purpose Corporation), aujourd'hui adoptée dans 3 états (Californie, dans l'État de Washington et Floride), et qui compte plus de 150 sociétés créées aux États-Unis ;
3. la Public Benefit Corporation, adoptée en 2015 au Delaware[24].

À noter : être une Social Purpose Corporation et une Benefit Corporation est mutuellement exclusif. Cependant une Social Purpose Corporation ou Benefit Corporation peut être certifiée B Corp.

### Autres formes juridiques européennes
Dans le paysage juridique européen, plusieurs formes statutaires peuvent être associées au mouvement des entreprises à mission. Aussi par exemple, on peut recenser la Società Benefit en Italie, ou encore les Community interest Companies en Grande-Bretagne.

## Le cas français

### Prémices à la loi Pacte
Avant la loi Pacte de 2019, le droit français ne reconnaissait pas de statut spécifique pour les entreprises à mission.
Une mission gouvernementale « Entreprise et intérêt général », confiée à Nicole Notat et Jean-Dominique Senard, a été chargée en Janvier 2018 de réfléchir à « une nouvelle vision de l'entreprise, en interrogeant pour cela son rôle et ses missions » et à formuler « un diagnostic et des propositions sur la manière dont les statuts des sociétés et leur environnement, notamment juridique, pourraient être adaptés et ainsi, permettre de renforcer le rôle de l'entreprise vis-à-vis de ses parties prenantes ». Le rapport  "L'entreprise, objet d'intérêt collectif" a été remis au ministre de l’Économie et des Finances Bruno Le Maire le 09 mars 2018. Ce rapport recommandait notamment de « confirmer à l’article 1835 du Code civil la possibilité de faire figurer une « raison d’être » dans les statuts d’une société, quelle que soit sa forme juridique, notamment pour permettre les entreprises à mission » et de « reconnaître dans la loi l’entreprise à mission, accessible à toutes les formes juridiques de société, à la condition de remplir quatre critères :
1. l’inscription de la raison d’être de l’entreprise dans ses statuts ;
2. l’existence d’un comité d’impact doté de moyens, éventuellement composé de parties prenantes ;
3. la mesure par un tiers et la reddition publique par les organes de gouvernance du respect de la raison d’être inscrite dans les statuts ;
4. la publication d’une déclaration de performance extra-financière comme les sociétés de plus de 500 salariés[28]. »

### La loi Pacte et l'introduction de la qualité de société à mission dans le droit des sociétés

#### Itinéraire d'une réforme de l'objet social
La loi Pacte, adoptée par l'assemblée nationale le 11 avril 2019, et promulguée le 16 mai 2019 introduit de nouvelles dispositions réglementaires relatives à la question de la mission de l'entreprise.
Cette loi inclut un volet qui s'attache précisément à repenser la place des entreprises dans la société.

L'article 169 propose une modification de la définition de l'objet social de l'entreprise dans le Code civil pour offrir la possibilité aux entreprises volontaires de se doter d'une raison d'être.
I.-Le chapitre Ier du titre IX du livre III du code civil est ainsi modifié :
1° L'article 1833 est complété par un alinéa ainsi rédigé :
« La société est gérée dans son intérêt social, en prenant en considération les enjeux sociaux et environnementaux de son activité. » ;
2° L'article 1835 est complété par une phrase ainsi rédigée : « Les statuts peuvent préciser une raison d'être, constituée des principes dont la société se dote et pour le respect desquels elle entend affecter des moyens dans la réalisation de son activité. » ; 
L'article 176 introduit dans le code du commerce la qualité de société à mission : 
I.-Le titre Ier du livre II du code de commerce est complété par des articles L. 210-10 à L. 210-12 ainsi rédigés :
« Art. L. 210-10.-Une société peut faire publiquement état de la qualité de société à mission lorsque les conditions suivantes sont respectées :
« 1° Ses statuts précisent une raison d'être, au sens de l'article 1835 du code civil ;
« 2° Ses statuts précisent un ou plusieurs objectifs sociaux et environnementaux que la société se donne pour mission de poursuivre dans le cadre de son activité ;
« 3° Ses statuts précisent les modalités du suivi de l'exécution de la mission mentionnée au 2°. Ces modalités prévoient qu'un comité de mission, distinct des organes sociaux prévus par le présent livre et devant comporter au moins un salarié, est chargé exclusivement de ce suivi et présente annuellement un rapport joint au rapport de gestion, mentionné à l'article L. 232-1 du présent code, à l'assemblée chargée de l'approbation des comptes de la société. Ce comité procède à toute vérification qu'il juge opportune et se fait communiquer tout document nécessaire au suivi de l'exécution de la mission ;
« 4° L'exécution des objectifs sociaux et environnementaux mentionnés au 2° fait l'objet d'une vérification par un organisme tiers indépendant, selon des modalités et une publicité définies par décret en Conseil d'État. Cette vérification donne lieu à un avis joint au rapport mentionné au 3° ;
« 5° La société déclare sa qualité de société à mission au greffier du tribunal de commerce, qui la publie, sous réserve de la conformité de ses statuts aux conditions mentionnées aux 1° à 3°, au registre du commerce et des sociétés, dans des conditions précisées par décret en Conseil d'État.

#### Architecture de la réforme des sociétés à trois niveaux
Les députés rapporteurs de la Loi Pacte de 2019 présentent ces textes comme une fusée à trois étages.
Le premier niveau est la modification l'article 1833 du code civil. La Loi PACTE insère dans cet article une norme de gestion réflexive qui est l'expression d'une responsabilité environnementale composante de la responsabilité moderne des sociétés commerciales. Le texte impose en amont de nouvelles obligations de ne pas causer le dommage et de tout faire pour l'éviter, il faut évaluer et mesurer les conséquences de ses décisions. La responsabilité est ici indépendante du dommage.
Le second niveau implique la détermination d’une Raison d'Être de l’entreprise qui a vocation a en devenir «la colonne vertébrale». Elle permet de matérialiser par l'écrit et de faire connaitre les grandes orientations qui guident sa stratégie tant à long terme qu'au quotidien. Elle doit de plus être inscrite dans les statuts. Elle permet d'expliciter la vocation, les engagements et les actions qui guident la stratégie de l'entreprise, au-delà de la seule rémunération des actionnaires. L’entreprise devra préciser pour chacun d'eux quels moyens ont été mis en place.
La Raison d'Être était déjà présente dans le rapport Notat-Sénard : « l'entreprise objet d'intérêt collectif » en date du 9 mars 2018 en sa deuxième recommandation :
« La raison d'être exprime ce qui est indispensable pour remplir l'objet de la société. Cet « objet social » étant devenu un inventaire technique, il est nécessaire de ramasser en une formule ce qui donne du sens, à l'objet collectif qu'est l'entreprise. C'est un guide pour déterminer les orientations stratégiques de l'entreprise et les actions qui en découlent. Une stratégie vise une performance financière mais ne peut s'y limiter. La notion de raison d'être constitue en fait un retour de l'objet social au sens premier du terme, celui des débuts de la société anonyme, quand cet objet était d'intérêt public. De même qu'elle est dotée d'une volonté propre et d'un intérêt propre distinct de celui de ses associés, l'entreprise a une raison d'être.»
Le troisième niveau correspond à l’obtention de la qualité d’entreprise à mission. Il ne s’agit pas d’une nouvelle forme juridique de sociétés commerciales, mais d’une qualité qui ne modifie pas la forme juridique, bien qu’elle impose des contraintes dans la rédaction des statuts et définit des règles de présentation des résultats liés à la mission . Cette qualité offre la possibilité aux entreprises de s'engager explicitement dans des missions d'intérêt social et environnemental. Le cadre légal prévoit la vérification par un organisme tiers indépendant (OTI) de l'exécution par la société à mission des objectifs sociaux et environnementaux mentionnés dans ses statuts. Ceci permet de rendre compte de ses réalisations en rapport avec ce qu’elle affiche et d’évaluer l'accomplissement de la mission dans une démarche de transparence. Un organe de  contrôle interne, distinct de l'organe de contrôle principal est également obligatoire et se compose de représentants des parties prenantes et de membres externes indépendants concernés par la mission d'entreprise. Il remet un rapport annuel.

## Création d'une nouvelle norme de gestion de l'entreprise: la triple opposabilité
La notion de triple opposabilité permet d'expliquer les effets intrinsèques de la société à mission alors que  le dirigeant et les parties prenantes de l'entreprise sont désormais reliés par des relations nouvelles à l'intérieur comme à l'extérieur de l'entreprise.
Le verbe « opposer » prend ici un sens constructif qui régule la capacité créatrice de l'entreprise :
- La première opposabilité de la mission s'opère entre le dirigeant et les actionnaires. Elle permet de faire vivre la mission car ils auront la possibilité de l'élaborer mutuellement pour fixer les grandes orientations stratégiques de l'entreprise.
- La deuxième opposabilité s'articule entre le dirigeant et les parties prenantes. En l'opposant aux actionnaires, il crédibilise son engagement en faveur d'une vision à long terme qui rassure les parties prenantes salariées par exemple sur leurs emplois, ou les partenaires sociaux sur l'application des contrats, ou encore des clients sur la longévité de l'entreprise ou son avance technique, sur laquelle ils comptent pour réaliser leurs propres activités, ou encore le territoire sur lequel l'entreprise se trouve.
- Enfin, la troisième opposabilité réside dans le contrôle de la mission et sa mise à jour continuelle. Cette opposition va créer de nouveaux droits.

## Exemples d'entreprises à mission
Parmi les entreprises connues du grand public qui ont adopté ce cadre, il y a : 
- Danone[35] ;
- Le Groupe La Poste[36] ;
- Le Groupe Rocher[37] ;
- KPMG [38] ;
- Camif[39] ;
- MAIF[40] ;
- Jules[41];
- Enedis[42];
- Rosaly[43]

Un observatoire des sociétés à mission recense l'ensemble des entreprises françaises ayant d'ores et déjà adopté la qualité juridique.
- À la fin 2020, il y avait 207 entreprises à mission.
- A la fin 2021, il y avait 505 entreprises à mission[45].
- Au 1er septembre 2022, il y avait 731 entreprises à mission[46].
- En février 2023, le cap des 1 000 entreprises à mission est franchi[47].

Le dispositif attire toutefois surtout des petites structures.

### Débats autour de la viabilité du modèle face aux pressions financières (le cas Danone)
Danone était la première société cotée à adopter la qualité de société à mission en juin 2020. Quelques mois après, en novembre 2020, le PDG de Danone Emmanuel Faber annonce un vaste plan social qui concernerait près de 1 200 emplois. Cette annonce a entraîné de vives critiques, questionnant la légitimité de la société à se déclarer « entreprise à mission ». En mars 2021, Emmanuel Faber est finalement licencié par son conseil d'administration, en réponse au mécontentement de certains actionnaires, en particulier le fonds d'investissement américain Artisan Partners, le jugeant responsable des mauvaises performances de l'entreprise par rapport à ses concurrents,,. 
À la suite de son éviction, de nombreux commentateurs avaient critiqué son choix de conjuguer les objectifs sociaux et environnementaux aux objectifs de rentabilité et questionnent donc le principe même qui sous-tend cette forme juridique,.
Les chercheurs Blanche Segrestin et Jérémy Lévêque signent une tribune dans le journal Le Monde où ils soulignent que cette épreuve peut constituer à plus long terme un test de la robustesse du modèle, la remise en cause des finalités liées à la mission nécessitant en effet une majorité plus large que la décision de licencier le dirigeant. 
Georg Wernicke, professeur assistant à HEC Paris défend de son côté l'idée que l'affichage ostensible d'objectifs sociaux et environnementaux peut avoir eu l'effet paradoxal d'attirer des fonds spéculatifs agressifs, parce que ceux-ci font le pari qu'un renoncement à ces objectifs qu'ils perçoivent comme coûteux peut constituer un virage à la fois simple à prendre et hautement rentable à court terme.
Pascal Demurger, directeur général de la MAIF, une structure mutualiste inscrite également dans la démarche, avance que la structure mutualiste, protégée des velléités d'un actionnariat prédateur, est mieux à même d'amorcer le virage éthique que les enjeux environnementaux actuels rendent indispensable, tout en créant un climat de confiance qui préserve la rentabilité.

## Vers de nouvelles alternatives
Gaël Giraud, parmi ses 12 mesures suggérées l'été 2021 aux candidats à la présidentielle française estime que la société à mission telle que proposée par la Loi Pacte a montré ses limites face aux fonds spéculatifs agressifs, dont avec le cas Danone. S'appuyant sur les exemples des Présidents de grandes entreprises Emmanuel Faber et Isabelle Kocher (remerciés sous la pression d'un activisme actionnarial minoritaire à l’œuvre dans les conseils d'administration, respectivement de Danone et d'ENGIE)Il propose dans sa seconde proposition d'une part de (re)définir la notion de l'entreprise qui n'est toujours pas en 2021 définie dans le Code Civil. Selon G. Giraud, l'entreprise n'est pas simplement une société de capitaux. Les articles 1832 et 1833 du Code sont donc à réécrire, pour y définir l'entreprise comme « projet commun et partagé autour duquel se réunissent toutes les parties prenantes de ceux et celles qui veulent contribuer à ce projet d'intérêt collectif », et d'autre part de faire évoluer les sociétés et les SCOP pour y garantir un équilibre du pouvoir entre les salariés et les actionnaires, et pour cela de créer un statut nouveau de « Société à gouvernance partagée » qui introduirait de la bonne gouvernance sociale, par exemple en permettant aux parties prenantes de siéger, à parité, dans le Conseil d'administration. Ces parties prenantes sont 1) les représentants des salariés, 2) les représentants des actionnaires, et 3) les représentants de la société civile et autres parties prenantes entourant l'entreprise dans le projet qui lui donne sens.

## Bilans après quelques années

### Plusieurs rapports disponibles
France Stratégie publie annuellement un rapport sur les transformations consécutives à l’instauration de la loi Pacte, que comporte un volet sur les entreprises à mission. La CFDT publie de son côté en septembre 2021 un document intitulé « L’entreprise à mission, un projet collectif : quelle place pour les salariés ? » orienté vers les enjeux de la démarche pour les salariés.
Un chef d’entreprise, Bris Rocher (Groupe Rocher) est missionné en mai 2021 par le ministre de l’Économie, des Finances et de la Relance et par la secrétaire d’État chargée de l’Économie sociale solidaire et responsable pour produire un rapport sur ce modèle d’entreprise. Le rapport intitulé « Repenser la place des entreprises dans la société : bilan et perspectives deux ans après la loi Pacte ». est remis aux commanditaires en octobre de la même année.

### Lignes de force
Le troisième rapport sur cette loi publié par le Comité de suivi et d’évaluation de la loi Pacte de France Stratégie en septembre 2022 dresse un bilan mitigé du modèle des entreprises à mission, soulignant que ce sont surtout des jeunes structures et les petites structures qui sont attirées par le modèle, puisque 73 % ont été créées après 2010 et que 79% emploient moins de 50 salariés. Toutefois, cette constatation est à pondérer par la taille des entreprises : ce sont 3,62 % des grandes entreprises qui sont concernées alors que 0.14% des PMEs ont adopté le modèle et 0.60% des ETI (entreprises de taille intermédiaire). De même, le rapport d’octobre 2021 proposé par Bris Rocher pointe que des difficultés juridiques  et ce qui est perçu comme des risques de réputation sont plus clairement identifiés que les apports par les dirigeants. Le rapport préconise d’« essaimer » les pratiques introduites par la loi Pacte, « crédibiliser » les entreprises à mission, éviter le risque de « purpose washing » et « se projeter » en incitant les instances européennes à proposer un cadre à cette échelle similaire à celui expérimenté par la France.
France Stratégie note que 10 % des sociétés à mission ont également un label RSE (« B Corp » étant le plus populaire, mais aussi « Positive Workplace », ce qui laisse penser que les démarches sont perçues comme complémentaires. En outre, 

« Il convient de s’interroger sur la prise en compte des salariés et, le cas échéant, de leur bien-être au travail, en tant qu’objectif à poursuivre pour la société à mission. Si certains groupes tels que la MAIF l’ont inscrit dans leur raison d’être cherchant à « favoriser, par une attention sincère, l’épanouissement de ses acteurs internes au sein d’un collectif engagé », d’autres tels que La Poste ont au contraire fait le choix de ne pas inclure d’objectifs concernant directement les salariés. »P.143 du rapport

### Rapports évoquant la proposition de SOSE
- Rapport aux Ministres de la Transition écologique et solidaire, de la Justice, de l'Économie et des Finances et du Travail - L'entreprise, objet d'intérêt collectif - Nicole Notat et Jean-Dominique Senard.

- Rapport du CESE – Performance et gouvernance de l'entreprise
- Rapport du G8 Social Impact Taskforce - Mission Alignment Group
- Groupe de réflexion sur l'Économie Positive (emmené par Jacques Attali)
- Rapport du Ministère des Affaires Etrangères – Innover ensemble

### Productions académiques

#### Ouvrages
- Segrestin B., Hatchuel A. (2012). Refonder l'entreprise, Seuil, coll. « La république des idées », Paris. Lire en ligne

- Segrestin B., Levillain K., Vernac S. & Hatchuel A. (2015). La Société à Objet Social Etendu : Propositions pour un nouveau statut d'entreprise, Presses des Mines, Paris.
- Levillain K. (2017). Les Entreprises à Mission : Un modèle de gouvernance pour l'innovation, Vuibert, Paris.  (ISBN 978-2-311-40499-9)
- Segrestin, B., & Levillain, K. (2018). La mission de l'entreprise responsable. Principes et normes de gestion; Presses des Mines

#### Thèse de doctorat
- Levillain, Kevin. Les entreprises à mission: Formes, modèle et implications d'un engagement collectif. Diss. École Nationale Supérieure des Mines de Paris, 2015. Lire en ligne.

### Autres références
- Proposition de loi (2e rectifié) no 476 « Entreprise nouvelle et nouvelles gouvernances » :
- Prophil (2017). Les Entreprises à Mission : Panorama international des statuts hybrides au service du bien commun. Lire en ligne.
- Code de gouvernement d'entreprise Afep/Medef - Révision de novembre 2016. Lire en ligne.
- Cohen E. - Comment le droit peut refonder l'entreprise, Les Echos, 15 mai 2014. Lire en ligne.
- Cohen E. La société à mission: La loi PACTE : enjeux pratiques de l'entreprise réinventée.  (ISBN 979-10-370-0109-2).
- Cohen E., Entreprise à mission : un autre modèle est possible, Les Echos, 12 janvier 2018. Lire en ligne.